# Jean Nel
Jean Nel (ur. 9 kwietnia 1979) – południowoafrykański zapaśnik walczący w obu stylach. Zajął 33 miejsce na mistrzostwach świata w 1999. Brązowy medalista igrzysk afrykańskich w 1999. Wicemistrz Afryki w 1994 roku.